# فيروناس
فيروناس (باليونانية:Βύρωνας)، مدينة يونانية ومركز لبلدية تقع في جنوب وسط البلاد ضمن مقاطعة وسط أثينا التي تتبع إدارياً لإقليم آتيكا الإداري.

## الموقع، السكان
تعتبر فيروناس إحدى ضواحي أثينا من الجهة الشرقية، إذ تبعد مسافة 4 كيلومتر فقط عن مركز العاصمة، وهي تمتد من سفوح جبل هيميتوس من الشرق وحتى حدود بلدية أثينا من الغرب.
تحدها من الشمال بلدية قيصرياني، من الغرب أثينا وَ هيميتوس، من الجنوب إيليوبولي، ومن الشرق بلدية كوروبي.
يبلغ عدد سكان المدينة حوالي (61) ألف نسمة (إحصائيات 2001).

## التسمية والتاريخ
سميت المدينة بهذا الاسم نسبة إلى الشاعر والأديب الإنكليزي الـلورد بايرون، والذي يعتبر رمزاً وطنياً في اليونان، لمساهمته الأدبية والمالية والشخصية الفعالة في حرب استقلال اليونان، والتي مات خلالها بسبب الحمى في كانون الثاني/يناير عام 1824.
كانت الأراضي المشكلة للمدينة عبارة عن مزارع من الجهة الغربية وأراضي حراجية من جهة الشرق، واستمر هذا الأمر حتى عشرينيات القرن العشرين عندما بدأ المد العمراني بالوصول إليها. أخذت المدينة اسمها الحالي وذلك عام 1924 في الذكرى المئوية لوفاة الـلورد بايرون.
حتى الآن لا يزال القسم الشرقي من البلدية تكسوه الأشجار ويشكل جزءاً من غابة هيميتوس.

## متفرقات
- أهم نادي كرة قدم في المدينة هو أثينايكوس ويلعب في ستاد فيرونا البلدي، وأيضاً نادي ذوكسا فيرونا.
- يقام في المدينة صيفاً كل عام مهرجان فيروناس البلدي.

## توأمة
لفيروناس اتفاقيات توأمة مع:
- ألكسيناتش

## وصلات خارجية
- موقع المدينة الرسمي